# Escudo de Fernando de Aragón en la Alquería de Albors
El Escudo de Fernando de Aragón en la Alquería de Albors de Valencia es un bien de interés cultural protegido por declaración genérica. Se encuentra en la ciudad de Valencia, en el número 3 de la calle de la Alquería de Albors.

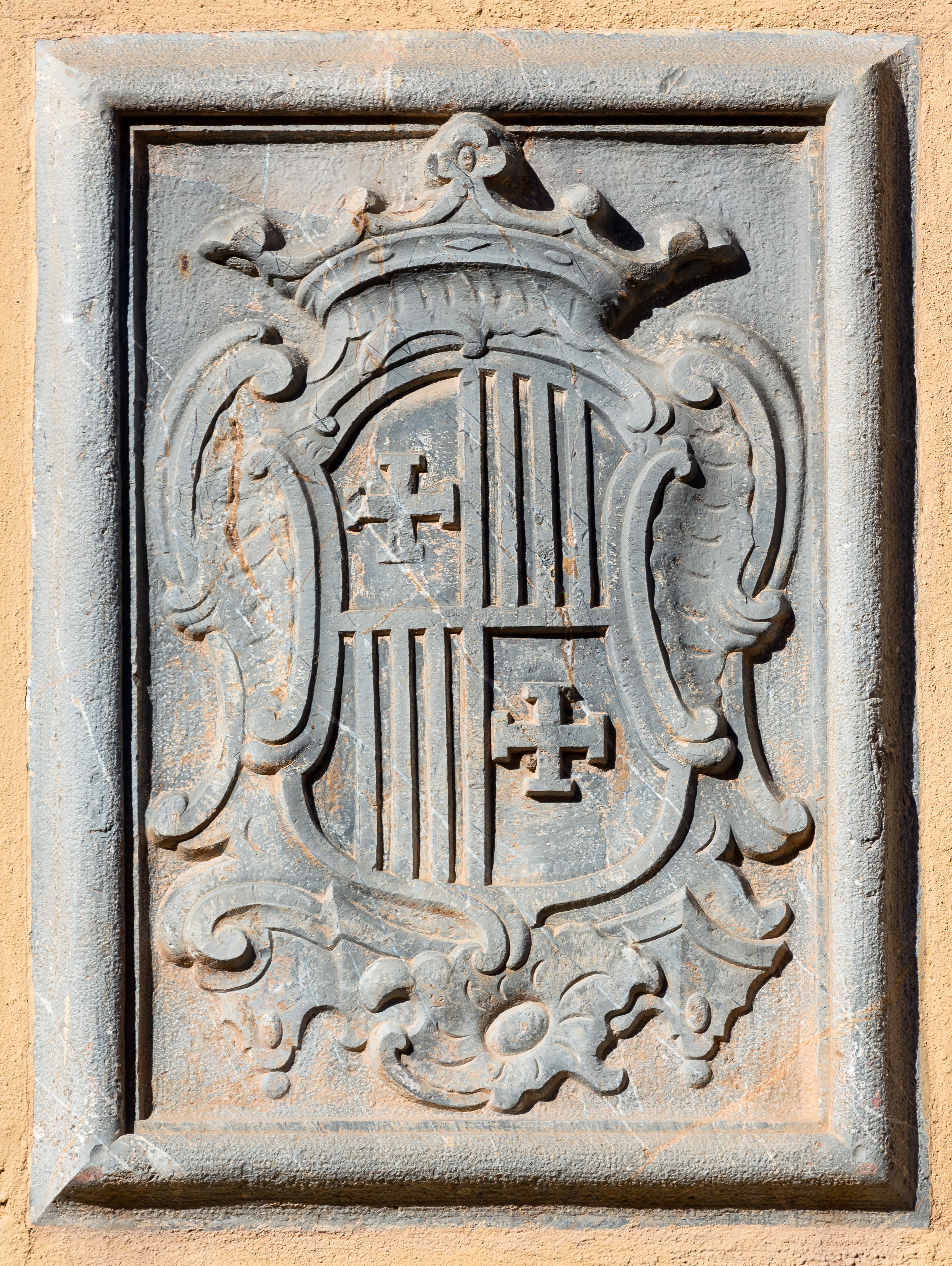
Escudo de Fernando de Aragón, Duque de Calabria, en la Alquería de Albors de Valencia

## Descripción
La esquina donde se encuentre el escudo es de sillares redondeados.
El blasón de Fernando de Aragón, Duque de Calabria, está cuartelado, siendo los cuarteles primero y cuarto, de oro, con cuatro palos de gules (armas del Reino de Aragón) y los segundo y tercero, de plata, con una cruz potenzada con cuatro crucetas entre sus brazos, de gules (armas de la Casa Real de Jerusalén y del Ducado de Calabria). Sin embargo en el escudo de la Alquería de Albors no se aprecia policromía ni las crucetas. El escudo con los cuatro cuarteles bordeados con molduras, se encuentra timbrado con la corona ducal. Adorna el escudo en los dos lados y en la base una decoración vegetal. Todo él se enmarca en un rectángulo con moldura de media caña.

## Emplazamiento
La Alquería de Albors es un antiguo edificio agrícola de tres plantas, con cubierta a dos aguas de teja árabe, que se alza junto al antiguo camino de Murviedro, en el límite septentrional del barrio de Orriols y junto a a la ronda Norte de Valencia.